# Declan Ganley
Declan James Ganley (* 23. Juli 1968 in London) ist ein britischstämmiger Unternehmer und Politaktivist. Seit spätestens 2006 ist Ganley irischer Staatsbürger; er lebt in Abbeyknockmoy, County Galway in der Republik Irland. Ganley war Gründer und Vorsitzender der europäischen Partei Libertas. Mit der Vorläuferorganisation gleichen Namens spielte er eine wichtige Rolle bei der Ablehnung des Vertrags von Lissabon durch die irischen Wähler in der Volksabstimmung 2008.

## Beruf und politische Karriere
Ganley ist Geschäftsführer von Rivada Networks, einem US-amerikanischen Unternehmen, das sichere Kommunikationssysteme für die Nationalgarde der Vereinigten Staaten bereitstellt. Die Kommunikationssysteme kommen beim Katastrophenschutz – unter anderem seinerzeit beim Hurrikan Katrina – zum Einsatz, wo sie beim Zusammenbruch konventioneller Netzwerke eine Kommunikation unter den verschiedenen Sicherheitskräften wie der Polizei, der Feuerwehr und der Nationalgarde gewährleisten. Declan Ganley ist im Zuge des Hurrikan Katrina mit der Distinguished Service Medal des US-Bundesstaates Louisiana ausgezeichnet worden.
Zuvor war er am Verkauf russischen Aluminiums, beim Aufbau von Breitbandinfrastruktur in verschiedenen Städten Europas und in der Holzindustrie Lettlands tätig, wo er nach der Unabhängigkeit 1991 außenpolitischer Berater wurde. CNBCs European Business magazine schätzt Ganleys Vermögen auf 300 Mio. Dollar.
Als Politaktivist hatte Ganley über seine Plattform Libertas erheblichen Anteil am „Nein“ der Iren zum Referendum über den Vertrag von Lissabon 2008. Schon 2003 schrieb er einen kritischen Aufsatz über die damals geplante EU-Verfassung für das US-amerikanische Foreign Policy Research Institute (FPRI) in Philadelphia. Im Vorfeld einer möglichen Wiederholung der Abstimmung über den Vertrag von Lissabon bezeichnete Ganley den Vertrag im November 2008 als „dead document“ (totes Dokument) und insistierte, „the treaty needed to be thrown away“ (der Vertrag muss weggeworfen werden).
Seine Geschäfte mit der Nationalgarde der Vereinigten Staaten wurden von politischen Gegnern dazu verwendet, ihm finanzielle Abhängigkeit von den USA vorzuwerfen. Aus dem Handel mit sicherer Kommunikationstechnologie und den daraus resultierenden Geschäftsbeziehungen mit dem US-Militär wurde abgeleitet, dass Ganley ein „Waffenhändler“ sei. Es gab jedoch keinerlei Hinweise darauf, dass seine Kommunikationstechnologie auch in Kriegsgebieten wie dem Irak eingesetzt wurden oder er an – über den Katastrophenschutz hinausgehenden – militärischen Projekten beteiligt war.
Am 22. September 2008 stellte Daniel Cohn-Bendit im Europaparlament die Frage, ob US-Geheimdienste Ganleys Kampagne zum irischen Nein unterstützt hätten. Andere Medien berichteten über eine finanzielle Unterstützung Ganleys durch die CIA gegen den Vertrag von Lissabon. Für ein Interview mit der Deutsche Welle, zwei Tage nach dem irischen Lissabon-Referendum, entfernte Ganley eine US-Fahne aus seinem Büro. Die Reportage, die auch im ARD Europamagazin lief, enthält außerdem ein Dementi Ganleys für amerikanische Auftraggeber gearbeitet zu haben. Die Passage mit der US-Fahne wurde von vielen europäischen Fernsehsendern als Hinweis auf Ganleys Amerika-Nähe verwendet (u. a. der irische Sender RTÉ und das deutsche ZDF). In einer Tagesthemen-Reportage der ARD wurde Ganley dazu mit europakritischen amerikanischen Wissenschaftlern der Heritage Foundation in Verbindung gebracht, die ein einheitliches Auftreten Europas als gegen die Interessen der USA gerichtet sehen. Dem widersprachen jedoch eigene Aussagen Ganleys, wonach er die EU durch einen gewählten Präsidenten und eine gemeinsame Außenpolitik zur „führenden Kraft auf der Weltbühne“ machen wolle.
Libertas nahm in mehreren EU-Mitgliedsländern an der Europawahl 2009 teil, konnte jedoch nur in Frankreich ein Mandat erringen. Ganley selbst trat in Irland an und erzielte in seinem Wahlkreis Nord-West rund 13 % der Stimmen, zog jedoch nicht ins Europäische Parlament ein. Nach der Wahl kündigte er seinen Rückzug aus der Politik an. Vor dem zweiten irischen Referendum über den Vertrag von Lissabon unterstützte er noch einmal die Nein-Kampagne. Das Referendum endete jedoch mit einer Zustimmung zur Ratifikation. Seitdem war Ganley nicht mehr politisch tätig; auch die Partei Libertas stellte ihre Aktivitäten ein.